# Xavier Cugat
Francisco de Asís Javier Cugat Mingall de Bru y Deulofeu (cunoscut ca Xavier Cugat; n. 1 ianuarie 1900, Girona, Catalonia, Spania – d. 27 octombrie 1990, Barcelona, Catalonia, Spania) a fost un dirijor spaniol de muzică ușoară.